# St-Guirec (Ploumanac’h)

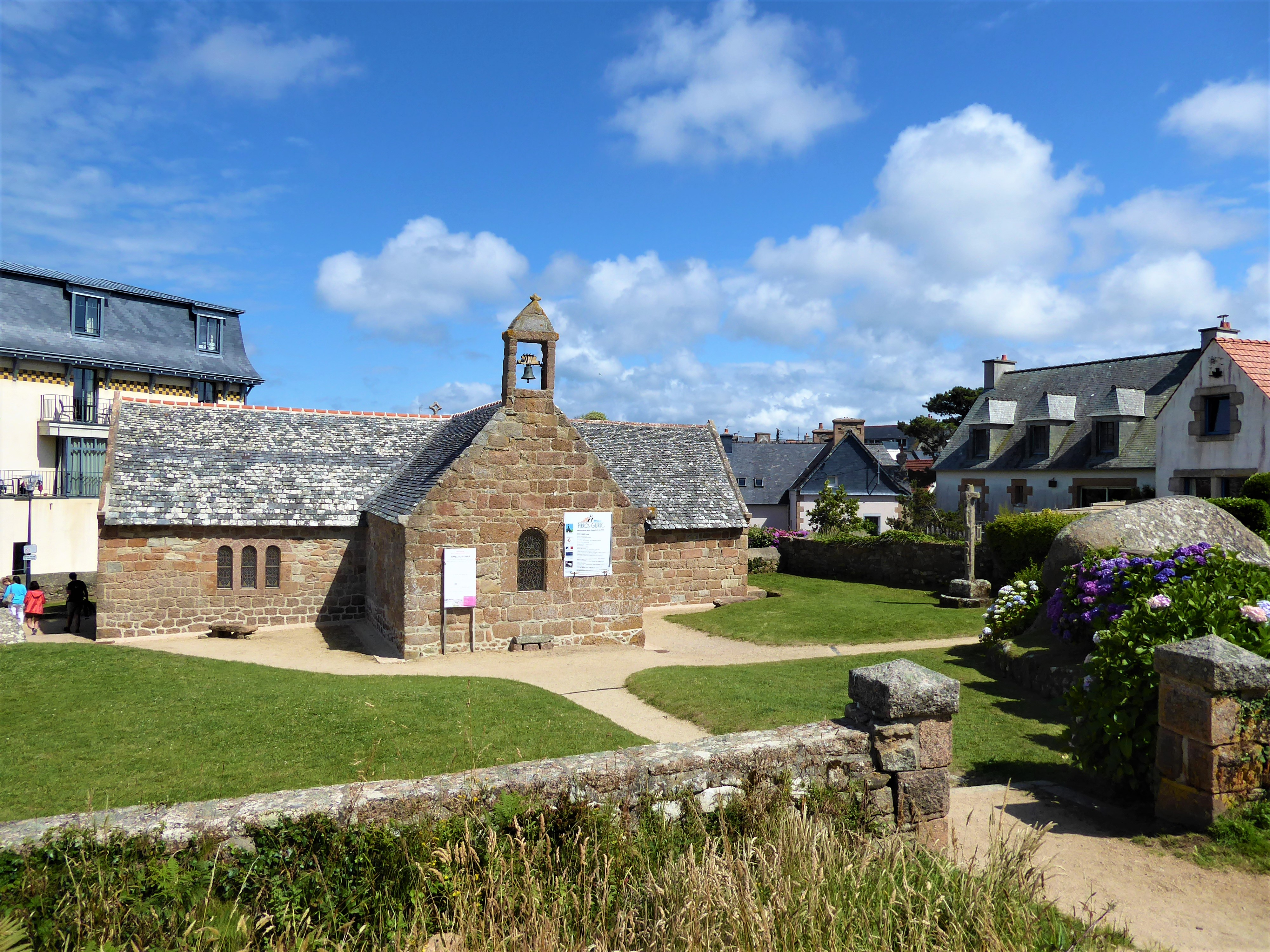
Kapelle St-Guirec und Kalvarienberg

Das St-Guirec ist eine römisch-katholische Kapelle in Ploumanac’h, einem Ortsteil von Perros-Guirec im Département Côtes-d’Armor  in der Bretagne. Der Kalvarienberg an der Kapelle ist seit 1930 als Monument historique klassifiziert. Ebenfalls als Monument historique eingestuft ist als Einzelobjekt ein Schiffsmodell, das im Langhaus hängt.

## Geschichte
Die dem bretonischen Lokalheiligen Guirec, einem Gefährten des heiligen Bischofs Tugdual, zugeordnete Kapelle geht im Kern auf das 14. Jahrhundert zurück. Vom mittelalterlichen Baubestand zeugen ein gotisches Fenster in Form eines Nonnenkopfes sowie eine gotische Nische im Inneren, die eine Madonna mit Kind beherbergt. Die Kapelle wurde im 17. Jahrhundert grundlegend umgebaut und im Jahr 1938 nach Plänen des Architekten James Bouillé um ein südliches Querhaus erweitert. Das nördliche entstand 1948, so dass das Gotteshaus heute den Grundriss eines lateinischen Kreuzes besitzt. Die Kapelle befindet sich auf einem umfriedeten Kirchhof, der bis in das 19. Jahrhundert als Friedhof genutzt wurde. Der Kalvarienberg dort wird in das 18. Jahrhundert datiert. 1904 wurde eine Statue des Heiligen Guirec von dem auf einem unterhalb auf einem Felsen im Meer vorgelagerten Oratorium St-Guirec in die Kapelle überführt.